# Topaz (appel)

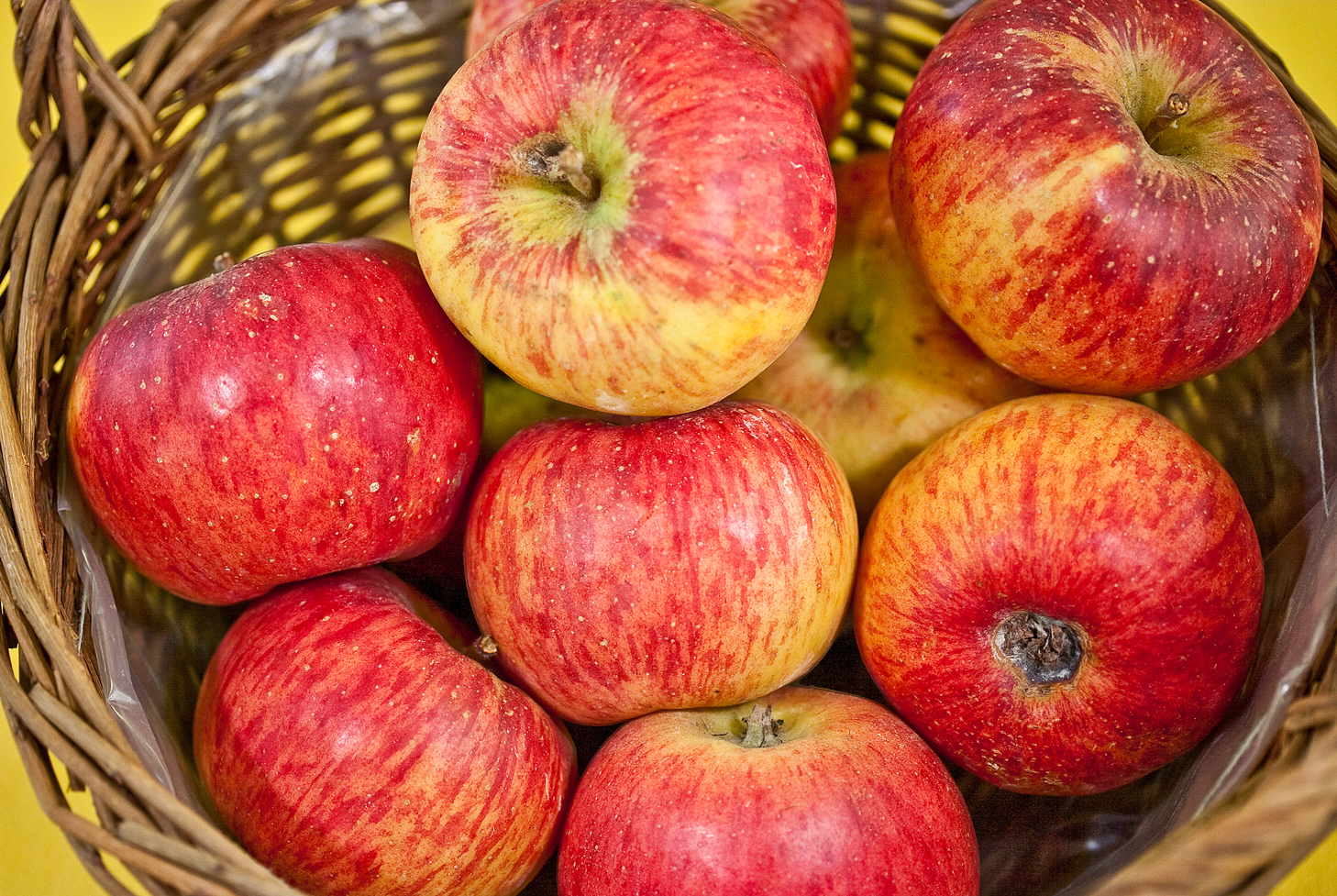

Topaz is een appelras. Het is een belangrijk ras voor de biologische teelt omdat de appel milieuvriendelijk kan worden geteeld. Het is een groengele appel met roodoranje strepen. De Topaz is knapperig, met een fris zoetzuur aroma. De smaak is vergelijkbaar met de Elstar. Buiten de koelkast verliest de appel snel zijn knapperigheid. 
De Topaz is in 1984 ontstaan uit een kruising van de Rubin en de Vanda op het Instituut voor Experimentele Botanica in Střížovice bij Pěnčín, Tsjechië. Het ras kwam in 2000 op de markt. Vanaf 2002 is er ook een rode mutant, de Rode Topaz.
Voor de fruitteelt is van belang dat de appel goed bestand is tegen appelschurft en matig gevoelig voor meeldauw en schimmels.
In Europa wordt de Topaz behalve als handappel ook gebruikt om er sap van te persen en om er appelmoes mee te maken.

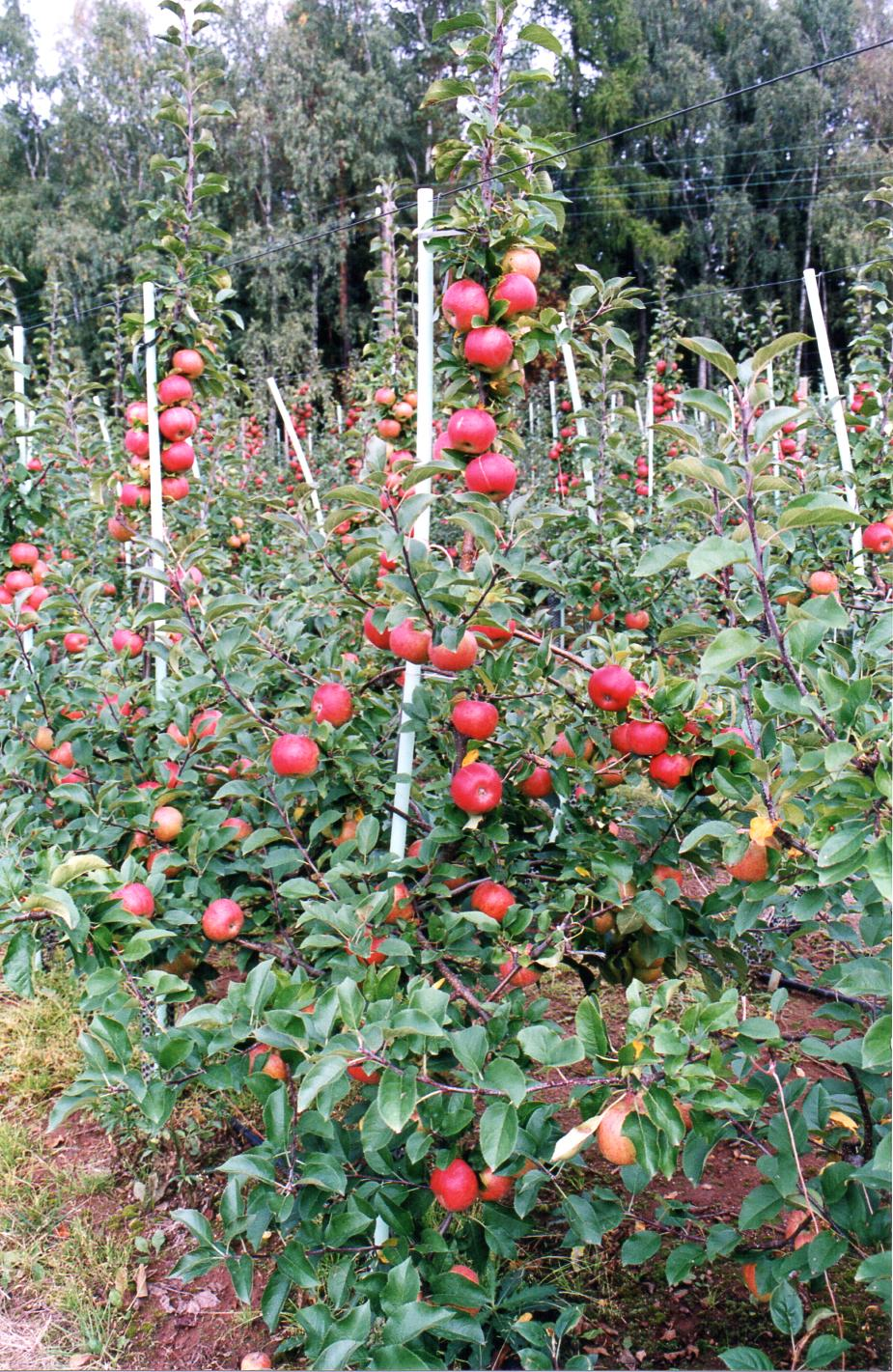
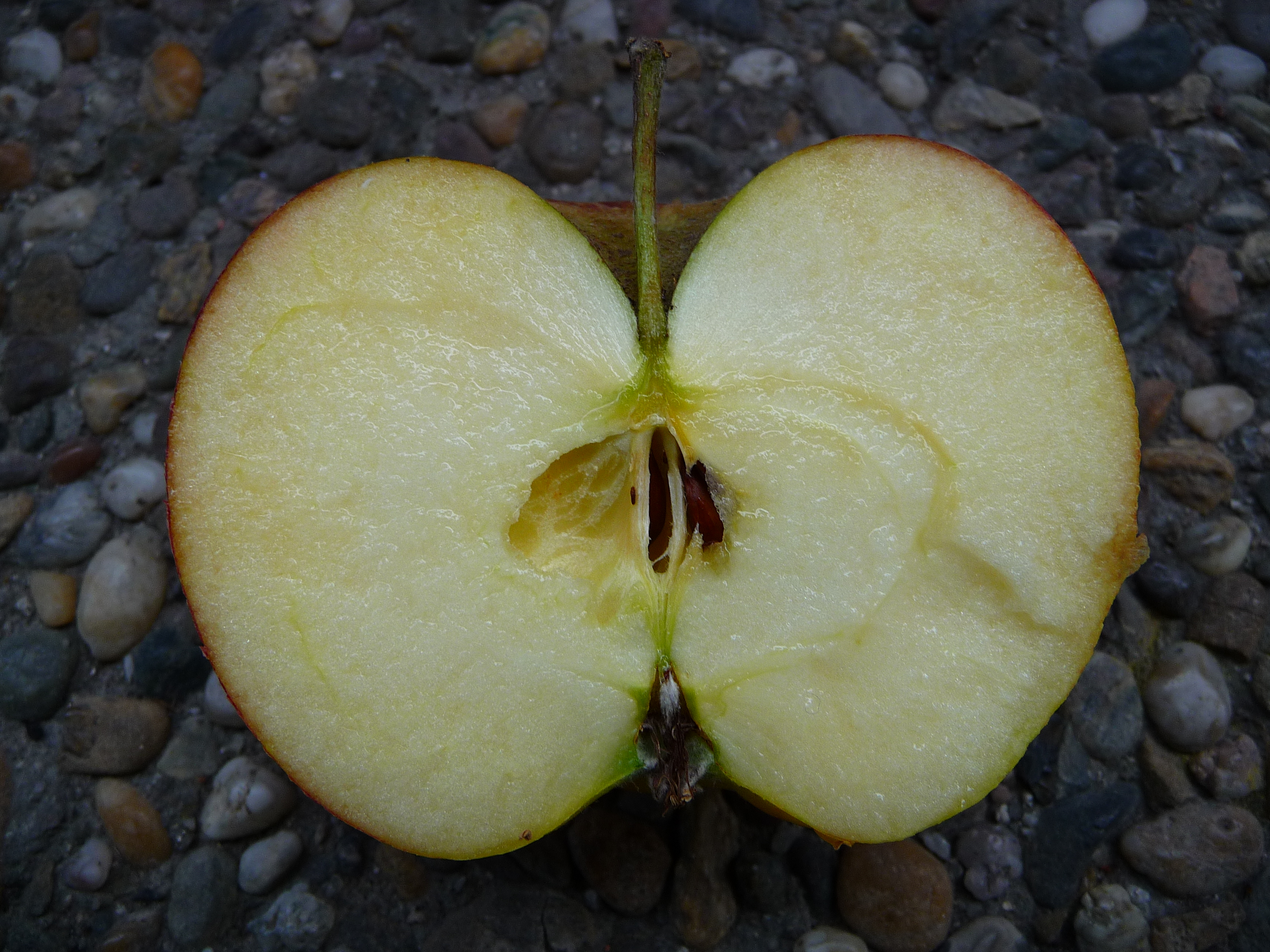
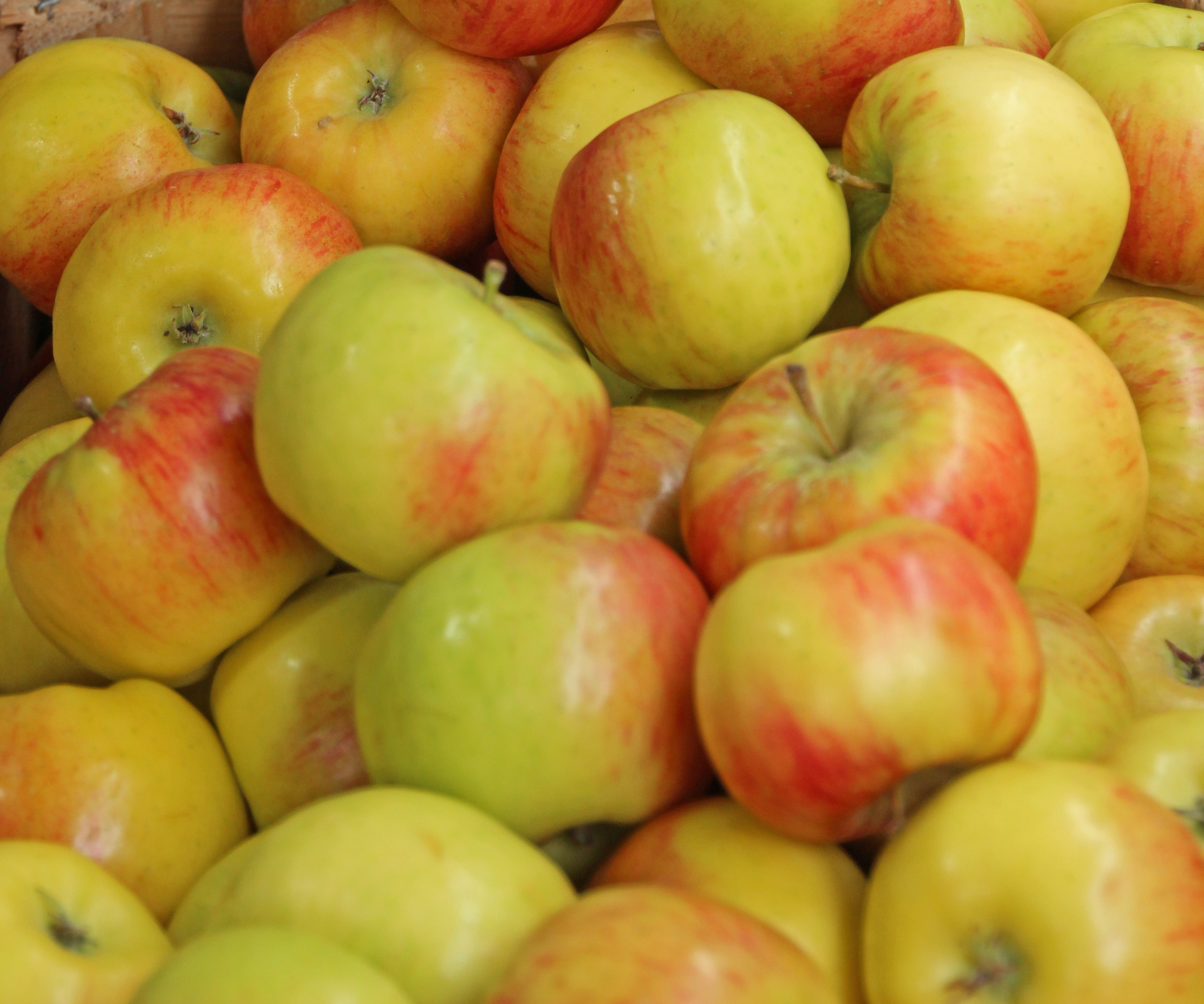
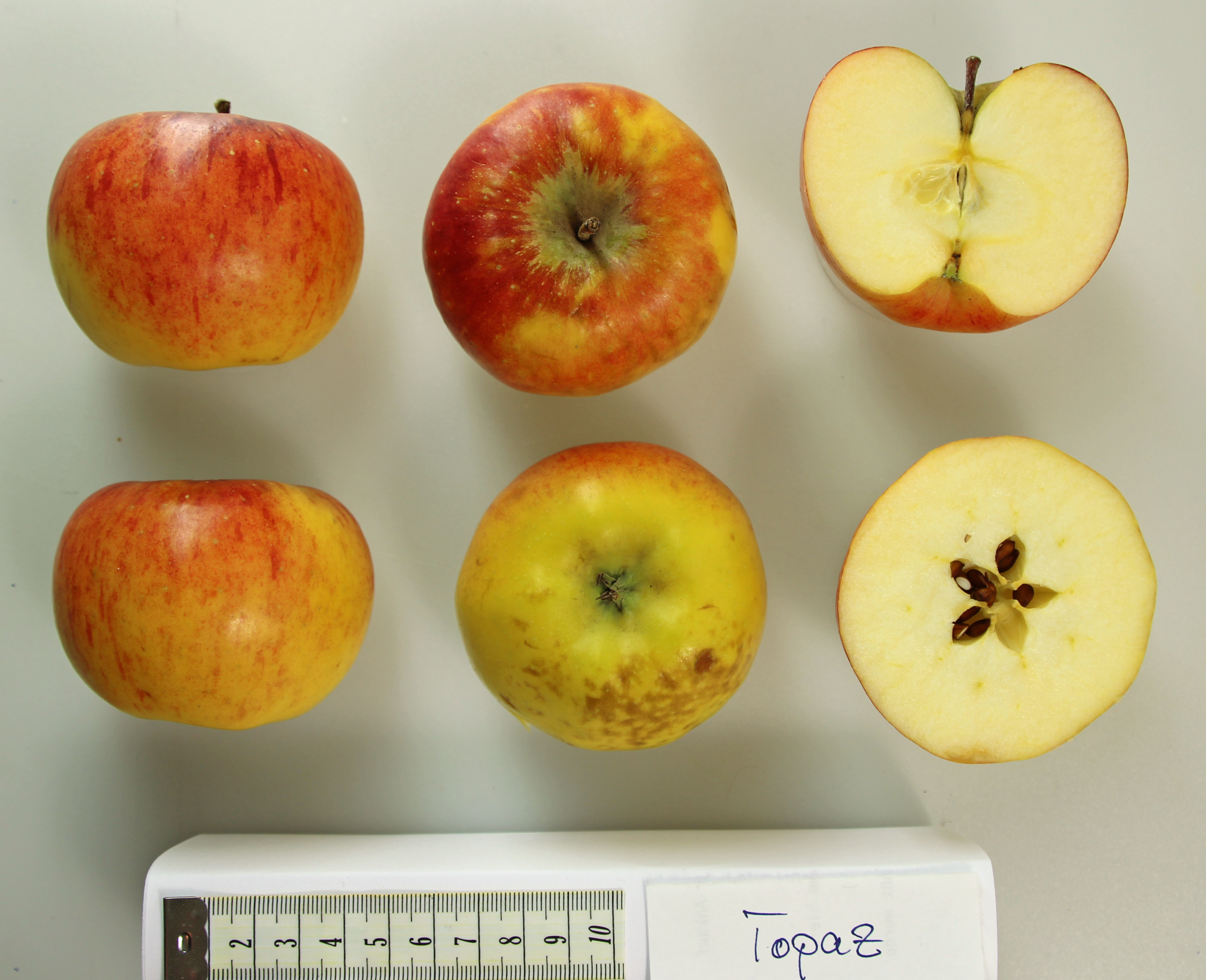